# Tolú
Tolú je přístavní město na pobřeží Karibského moře v departmentu Sucre v Kolumbii. Město má přibližně 36 tisíc obyvatel.

## Rodáci
- Héctor Rojas Herazo – kolumbijský spisovatel a malíř

## Zajímavosti
Podle Tolú byl pojmenován toluen. Jedná se o zkratkové slovo z Tolú a benzen.